# Frederick Copleston
Frederick Charles Copleston, född 1907, död 1994, var en romersk-katolsk präst, medlem av Jesuitorden och filosof och filosofihistoriker främst känd för sitt verk History of Philosophy i flera band.